# Fysiognomie (vegetatiekunde)
Met de fysiognomie bedoelt men in de vegetatiekunde de bestudering en beschrijving van de totale uiterlijke verschijningsvorm van een vegetatietype. De fysiognomie wordt in grote mate bepaald door de symmorfologische opbouw (vegetatiestructuur en -textuur) alsmede de kleur(patronen) van een bepaald vegetatietype. Ook of een vegetatietype vlakdekkend, lintvormig of puntsgewijs in het landschap optreedt hoort bij de fysiognomie.
Het begrip 'fysiognomie' houdt verband met de verwante term 'vegetatieaspect', waarmee in meer concrete zin een bepaald aanzicht van een vegetatietype op een bepaald moment van het jaar wordt bedoeld, zoals de voorjaarsflora in loofbossen op kalkrijke bodem.
Enigszins overeenkomstig met de fysionomie (gelaatskunde, een oude pseudowetenschap die stelde dat iemands persoonlijkheid aan het uiterlijk af te lezen valt) stelt men dat de fysiognomische eigenschappen van een vegetatietype iets over het milieu vertellen.